# La Cort
La Cort (francès Lacourt) és un municipi francès, situat a la regió d'Occitània, departament de l'Arieja.